# Five Minutes with Arctic Monkeys
Five Minutes With Arctic Monkeys is het eerste ep-album van de Britse indie-band Arctic Monkeys. De ep bevat twee nummers die ook op hun debuut-cd staan, Fake Tales of San Francisco en From The Ritz to the Rubble. Op deze ep verschenen de nummers in een demo-versie.
De ep is uitgebracht op 30 mei 2005, een ruime half jaar voor hun debuut-cd Whatever People Say I Am, That’s What I’m Not. De label waaronder de ep is uitgebracht, heet Bang Bang Records, een door de band zelf verzonnen label. Van deze ep zijn maar weinig exemplaren in omloop (1000 op cd en 2000 op vinyl). Vanwege dit lage aantal is de ep een collector's item.

## Tracks
1. "Fake Tales of San Francisco"
2. "From the Ritz to the Rubble"